# The Crown Jewels
The Crown Jewels är en samlingsbox av det brittiska rockbandet Queen, utgiven 1998. Samlingsboxen innefattar bandets åtta första studioalbum; Queen, Queen II, Sheer Heart Attack, A Night at the Opera, A Day at the Races, News of the World, Jazz och The Game.

## Låtlista
Disc 1 - Queen
1. "Keep Yourself Alive" (3:47)
2. "Doing All Right" (4:09)
3. "Great King Rat" (5:43)
4. "My Fairy King" (4:08)
5. "Liar" (6:25)
6. "The Night Comes Down" (4:23)
7. "Modern Times Rock 'n' Roll" (1:48)
8. "Son and Daughter" (3:21)
9. "Jesus" (3:44)
10. "Seven Seas Of Rhye" (1:15)

Disc 2 - Queen II
1. "Procession" (1:13)
2. "Father To Son" (6:14)
3. "White Queen (As It Began)" (4:35)
4. "Some Day One Day" (4:22)
5. "The Loser In The End" (4:02)
6. "Ogre Battle" (4:07)
7. "The Fairy Feller's Master-Stroke" (2:41)
8. "Nevermore" (1:18)
9. "The March Of The Black Queen" (6:33)
10. "Funny How Love Is" (2:50)
11. "Seven Seas Of Rhye" (2:49)

Disc 3 - Sheer Heart Attack
1. "Brighton Rock" (5:10)
2. "Killer Queen" (3:00)
3. "Tenement Funster" (2:47)
4. "Flick Of The Wrist" (3:17)
5. "Lily of the Valley" (1:44)
6. "Now I'm Here" (4:14)
7. "In The Lap Of The Gods" (3:22)
8. "Stone Cold Crazy" (2:16)
9. "Dear Friends" (1:08)
10. "Misfire" (1:50)
11. "Bring Back That Leroy Brown" (2:15)
12. "She Makes Me (Stormtrooper in Stilettoes)" (4:09)
13. "In the Lap of the Gods...Revisited" (3:45)

Disc 4 - A Night At The Opera
1. "Death on Two Legs (Dedicated to...)" (3:43)
2. "Lazing On A Sunday Afternoon" (1:07)
3. "I'm In Love With My Car" (3:04)
4. "You're My Best Friend" (2:51)
5. "'39" (3:30)
6. "Sweet Lady" (4:02)
7. "Seaside Rendezvous" (2:15)
8. "The Prophet's Song" (8:19)
9. "Love of My Life" (3:38)
10. "Good Company" (3:23)
11. "Bohemian Rhapsody" (5:53)
12. "God Save The Queen" (1:13)

Disc 5 - A Day At The Races
1. "Tie Your Mother Down" (4:49)
2. "You Take My Breath Away" (5:08)
3. "Long Away" (3:33)
4. "The Millionaire Waltz" (4:55)
5. "You And I" (3:27)
6. "Somebody To Love" (4:57)
7. "White Man" (4:59)
8. "Good Old-Fashioned Lover Boy" (2:54)
9. "Drowse" (3:45)
10. "Teo Torriatte (Let Us Cling Together)" (5:53)

Disc 6 - News Of The World
1. "We Will Rock You" (2:02)
2. "We Are The Champions" (3:02)
3. "Sheer Heart Attack" (3:27)
4. "All Dead, All Dead" (3:10)
5. "Spread Your Wings" (4:35)
6. "Fight From The Inside" (3:04)
7. "Get Down, Make Love" (3:51)
8. "Sleeping On The Sidewalk" (3:07)
9. "Who Needs You" (3:06)
10. "It's Late" (6:26)
11. "My Melancholy Blues" (3:26)

Disc 7 - Jazz
1. "Mustapha" (3:01)
2. "Fat Bottomed Girls" (4:17)
3. "Jealousy" (3:13)
4. "Bicycle Race" (3:03)
5. "If You Can't Beat Them" (4:15)
6. "Let Me Entertain You" (3:02)
7. "Dead On Time" (3:23)
8. "In Only Seven Days" (2:29)
9. "Dreamer's Ball" (3:30)
10. "Fun It" (3:29)
11. "Leaving Home Ain't Easy" (3:15)
12. "Don't Stop Me Now" (3:29)
13. "More Of That Jazz" (4:15)

Disc 8 - The Game
1. "Play The Game" (3:32)
2. "Dragon Attack" (4:18)
3. "Another One Bites The Dust" (3:37)
4. "Need Your Loving Tonight" (2:49)
5. "Crazy Little Thing Called Love" (2:44)
6. "Rock It (Prime Jive)" (4:32)
7. "Don't Try Suicide" (3:52)
8. "Sail Away Sweet Sister" (3:32)
9. "Coming Soon" (2:50)
10. "Save Me" (3:48)